# Nippon Sharyo
Nippon Sharyo, Ltd. (日本車輌製造株式会社, Nippon Sharyō Seizō Kabushiki-gaisha) est un fabricant japonais de véhicules ferroviaires basé à Nagoya. La compagnie produit aussi des équipements de construction, du matériel de transport, des structures en acier pour les ponts et des usines agricoles. C'est une filiale de la Central Japan Railway Company (JR Central).

## Histoire
La compagnie Nippon Sharyo a été fondée en septembre 1896. En 2008, la JR Central en devient le principal actionnaire.

## Usines
La principale usine de construction ferroviaire est située à Toyokawa. La compagnie possède également les usines de Narumi (à Midori-ku, Nagoya) et Kinnura (à Handa).

## Clients et produits

### Japon
Nippon Sharyo a construit de nombreux Shinkansen (séries 0, 100, 300, 500, 700, N700 et E2). Elle fournit également des trains express (JR Central, JR West, JR Shikoku, Meitetsu, Odakyū, Keisei), des rames de banlieue (JR Central, Meitetsu, Keisei,  Shin-Keisei, Aichi Loop Railway...) et des métros (Tokyo, Nagoya, Yokohama). Elle a aussi produit les rames du Linimo et du monorail du zoo d'Ueno.

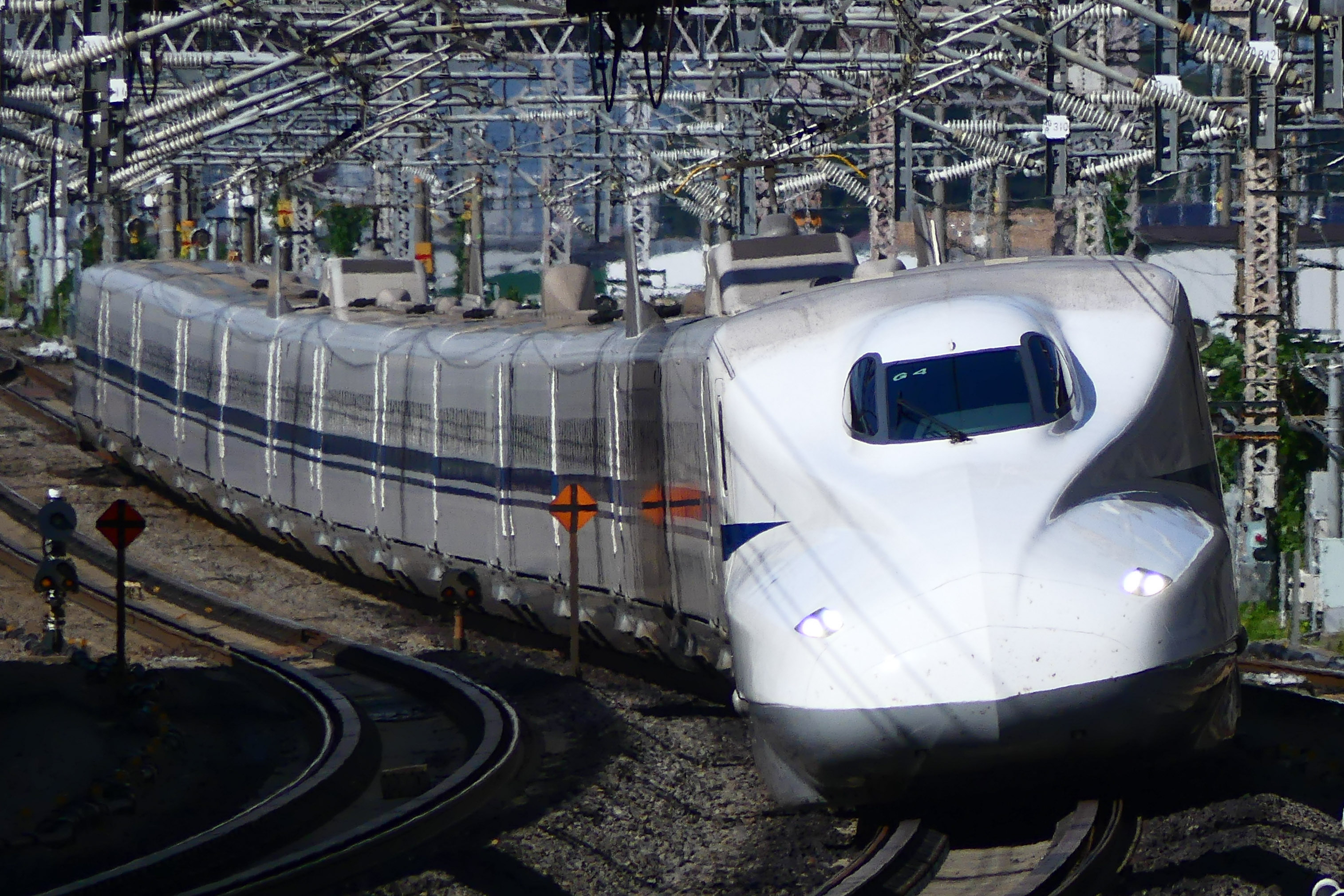
Shinkansen série N700.
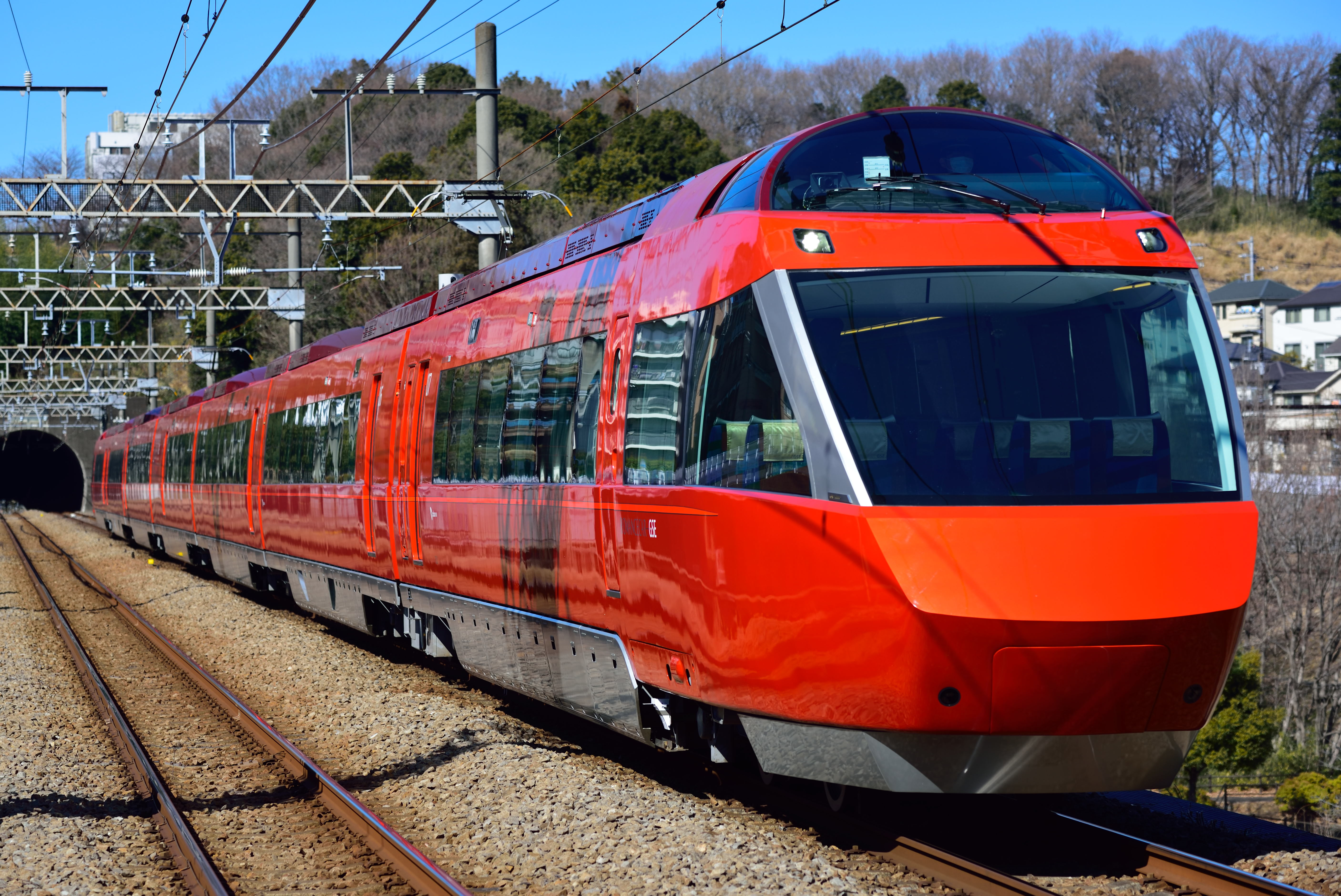
Odakyū série 70000.
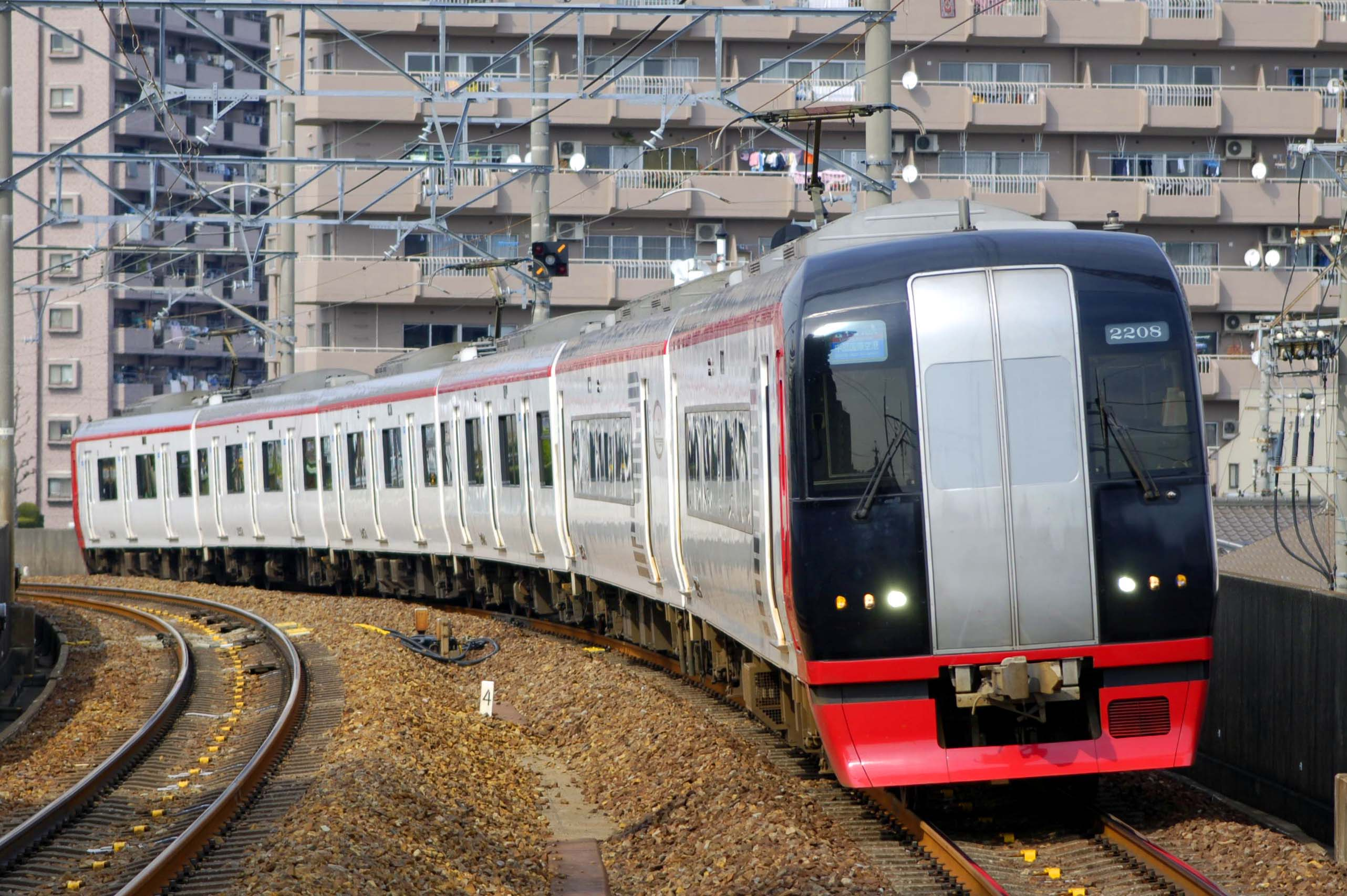
Meitetsu série 2200.

### Reste du Monde
Nippon Sharyo a exporté des trains en Asie (Indonésie, Taïwan, Thaïlande, Philippines), en Amérique du Nord (Canada, États-Unis) et en Amérique du Sud (Argentine, Brésil, Venezuela). 

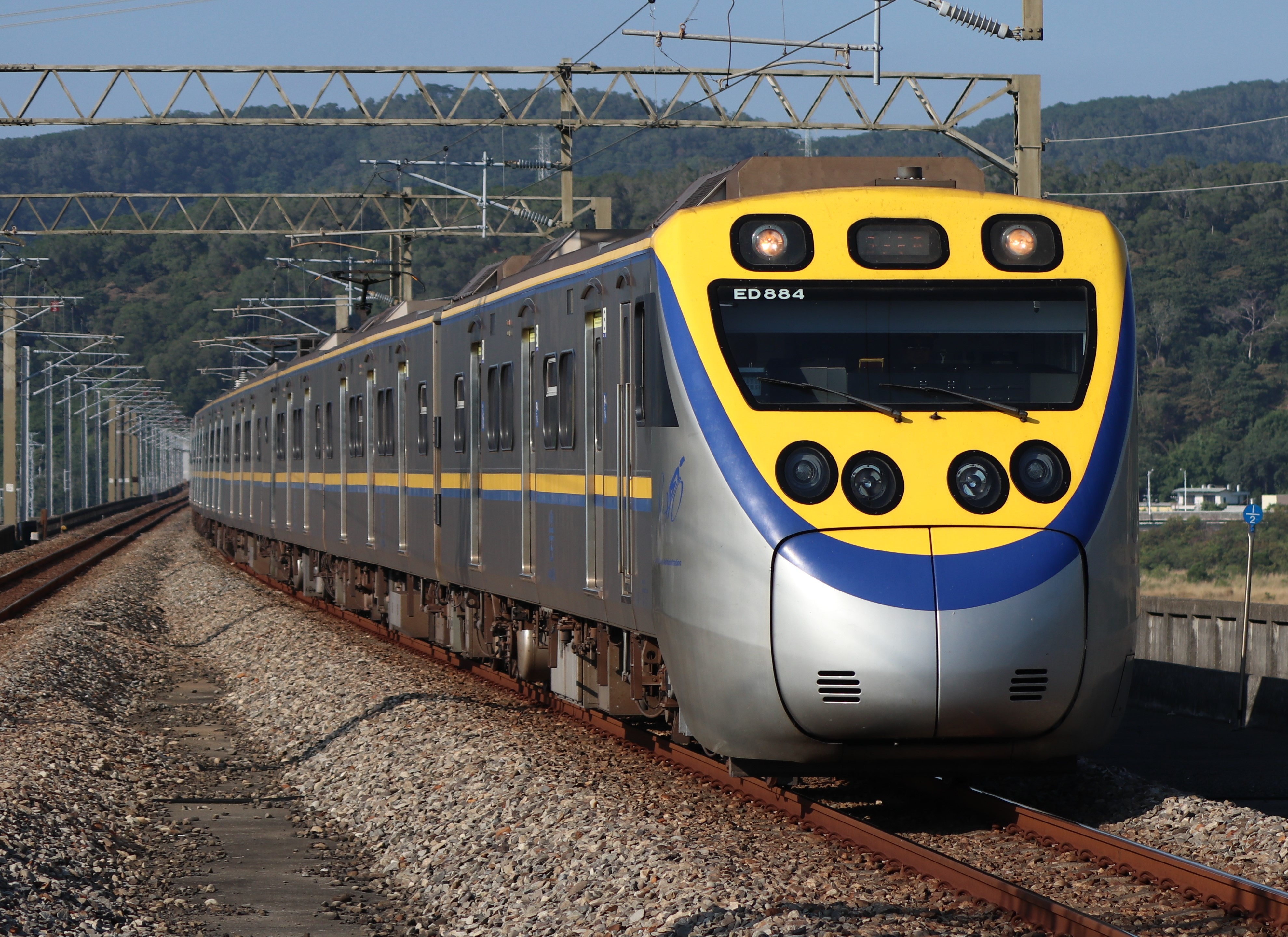
TRA série 800 (Taïwan)
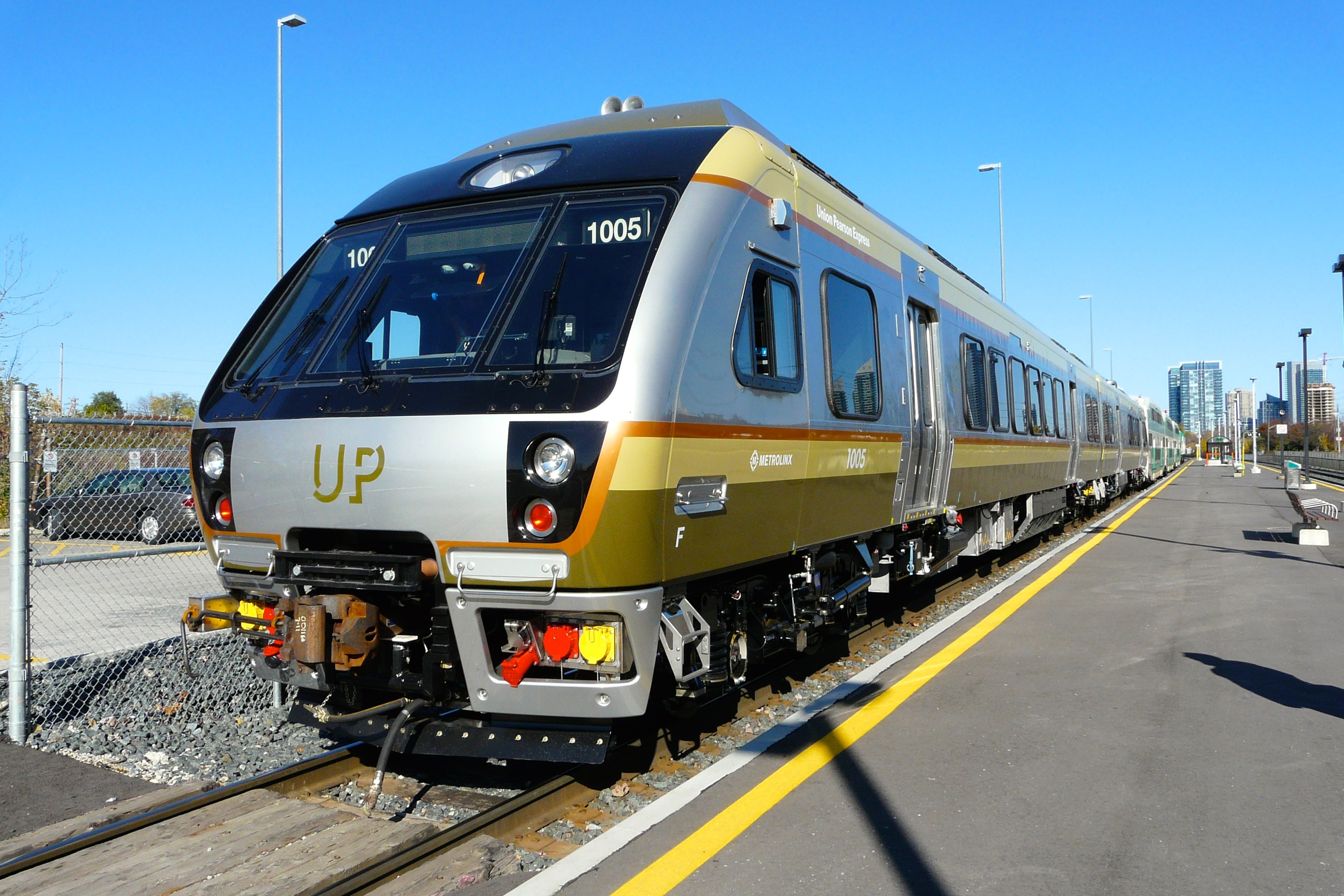
Nippon Sharyo DMU (Canada)
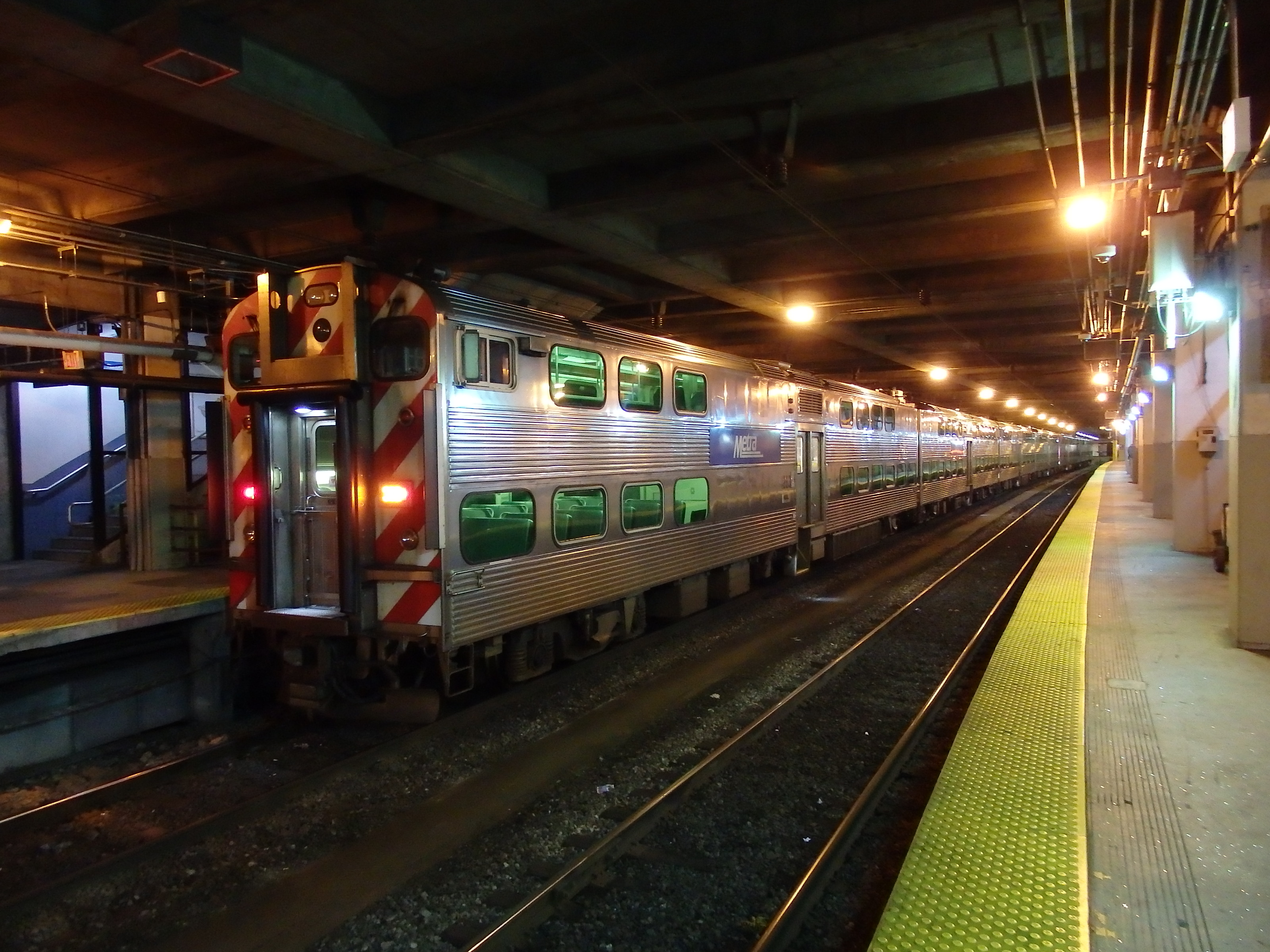
Voitures Metra Highliner (États-Unis)
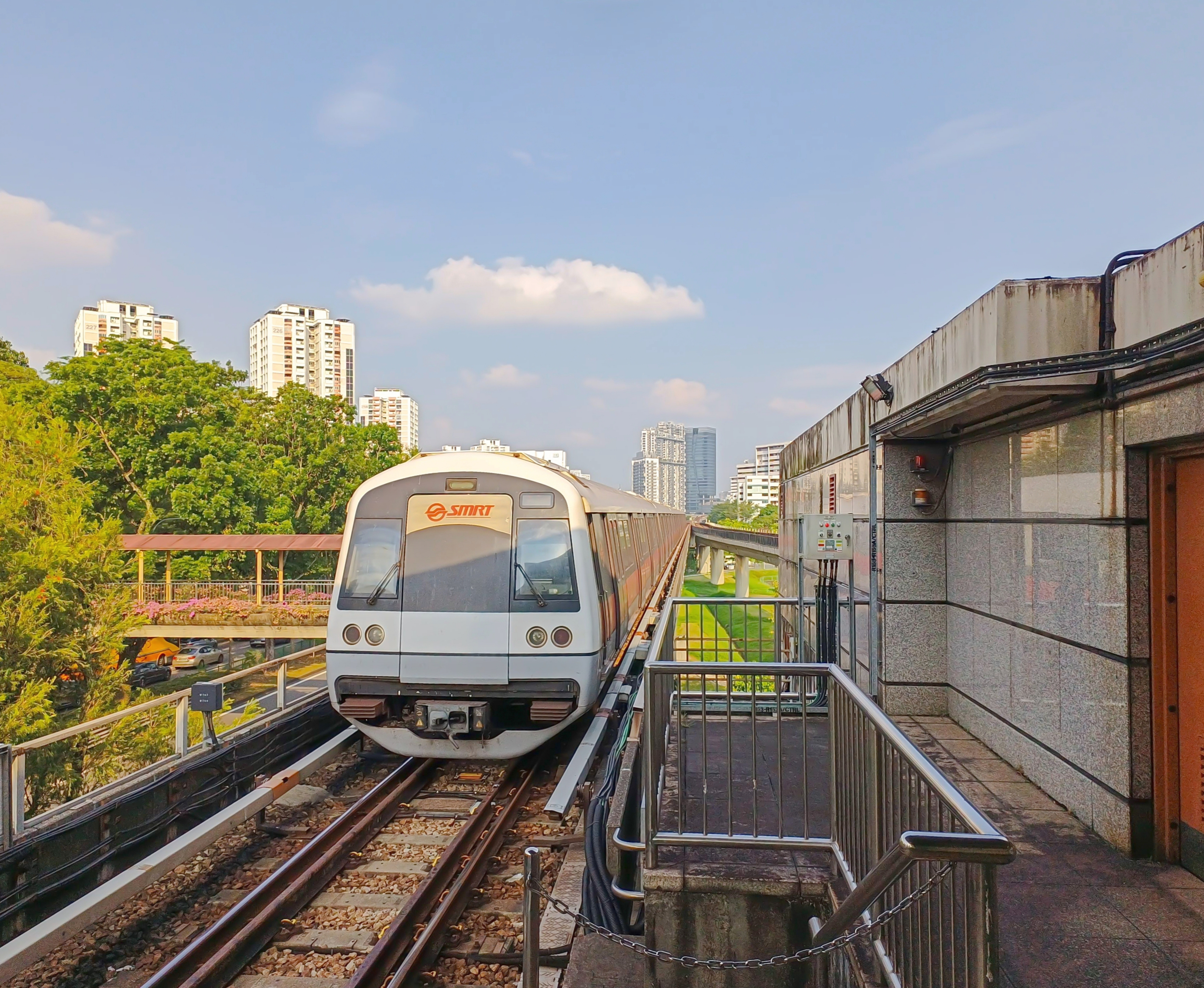
C751B série (Singapour)